# Каламитовые
Каламитовые (лат. Calamitaceae) — семейство древних вымерших папоротниковидных растений из порядка Equisetales класса хвощевых (Equisetopsida). Появившись в позднем девоне палеозойской эры, примерно 380—360 млн лет назад, каламитовые достигли расцвета в каменноугольном периоде. В пермском периоде их разнообразие начало постепенно уменьшаться, в конце юрского периода мезозойской эры, около 150 млн лет назад, вымерли последние представители семейства. Ископаемые остатки каламитовых найдены в Северной Америке и северо-восточной Африке (наиболее древние), Европы и Азии. Относятся к так называемым руководящим ископаемым.

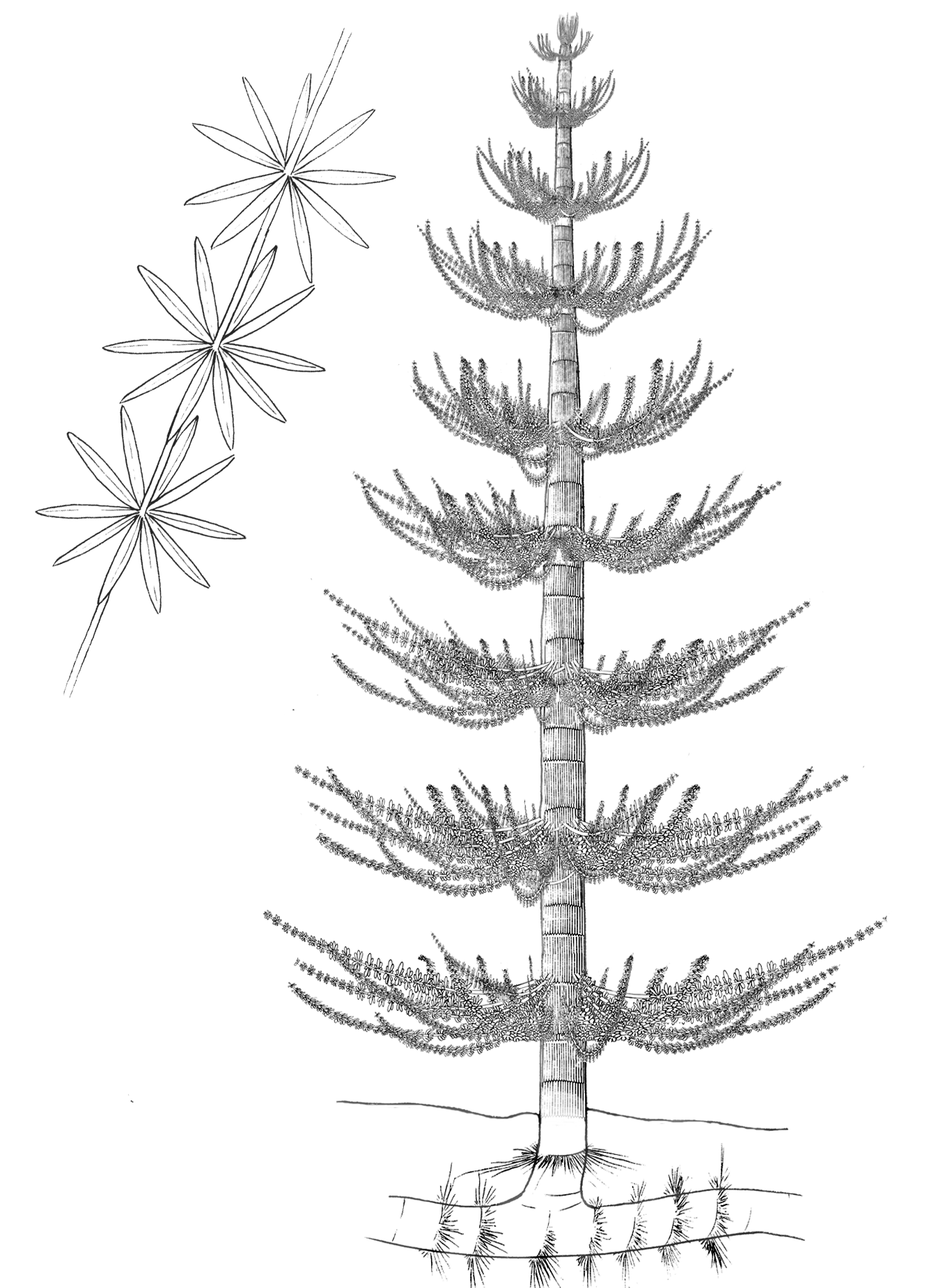
Реконструкция каламита (Calamites)

Многие виды каламитовых, такие как собственно каламиты (род Calamites), были древовидными растениями, достигавшими 8—10 м и даже 20 м в высоту, а стволы их могли превышать 0,5 м в диаметре. Внешне они напоминали увеличенные до гигантских размеров современные хвощи. Ствол и ветви каламитовых были артростелические, разделенные узлами на междоузлия. Сердцевина в стеблях молодых растений сильно развивалась, но уже на ранних стадиях роста разрушалась, образовывая центральную полость, поэтому стволы взрослых каламитовых внутри были полыми. Вокруг центральной полости ствола располагались первичные пучки протоксилемы и метаксилемы, от которых к периферии нарастала вторичная ксилема, образовывавшая в стволах взрослых каламитовых мощный (до 12 см в толщину) слой. Она имела вид клиньев, разделенных сердцевинными лучами. Трахеиды в протоксилеме были кольчатыми и спиральными, во вторичной ксилеме — лестничными или с овальными окаймленными порами. Пучки протоксилемы по мере роста разрушались, на их месте возникали реберные (каринальные) каналы. С внешней стороны междоузлия стволов обычно были покрыты продольными ребрами, но иногда были гладкими. В соседних междоузлиях ребра чередовались. Ветви на стволах и листья на ветвях каламитовых располагались в виде мутовок. Листья у разных видов каламитовых достигали от 2 мм до 7 см в длину, они были ланцетовидной формы, неразветвленные, однонервные. В одной мутовке одного растения могло быть от 3 до 70 листьев в зависимости от её относительного возраста. Размеры листьев у одного растения также изменялись с возрастом мутовок. Фотосинтез у каламитовых в основном происходил в листьях.
Стробилы у каламитовых располагались на концах ветвей и были очень разнообразными, они достигали в длину до 12 см при диаметре 4 см, состояли из чередующихся мутовок кроющих стерильных листьев и спорангиофоров со спорангиями. Стробилы были равноспороые (изоспоровые) или разноспоровые (гетероспоровые). У каламокарпона замечательного (Calamocarpon insignis) из позднего карбона были мегастробилы, в спорангиях которых развивалось всего по одной мегаспоре, образовывавшей женский гаметофит.
Каламитовые произрастали в заболоченных тропических лесах, которые в значительной мере в то время образовывали представители рода каламит (Calamites).

## Классификация
В семейство каламитовых включают следующие рода:
- Arthrodendron
- Arthropityostachys
- Arthropitys
- Asterophyllites (syn. Schlotheimia, Casuarinites)
- Asterophyllostachys
- Asthenomyelon
- Calamitea
- Calamites — Каламит
- Calamitina
- Calamitomyelon
- Calamocarpon — Каламокарпон
- Calamocladus
- Calamodendrea
- Calamodendrofloyos
- Calamodendron
- Calamodendrophyllum
- Calamodendroxylon
- Calamophloios
- Calamostachys
- Coleophyllites
- Haplocalamus
- Metacalamostachys
- Myelocalamites
- Nematophyllites (syn. Nematophyllum),
- Neocalamites
- Pinnularia
- Protocalamites
- Pseudobornia
- Zimmermannioxylon